# Emilio Simeon Allué
Emilio Simeon Allué Carcasona SDB (* 18. Februar 1935 in Huesca, Spanien; † 26. April 2020 in Boston, Massachusetts, USA) war ein spanisch-US-amerikanischer römisch-katholischer Ordensgeistlicher und Weihbischof in Boston.

## Leben
Allué legte 1962 seine Ordensgelübde als Salesianer Don Boscos ab und studierte am Don Bosco College in Newton, New Jersey. Er setzte seine Studien an der Päpstlichen Universität der Salesianer in Turin und Rom fort, wo er am 22. Dezember 1966 auch zum Priester geweiht wurde und 1967 mit dem Lizenziat und 1969 mit einem Doctorate in Sacred Theology (STD) abschloss.
Von 1972 bis 1975 war er Direktor des Salesianischen Seminars in Goshen, New York. 1974 erhielt er die Staatsbürgerschaft der Vereinigten Staaten. 1981 promovierte er in Kirchengeschichte an der Fordham University zum Ph.D. Später diente er noch als Pfarrvikar der Hispanischen Gemeinde Maria Hilfe der Christen in New York.
Am 24. Juli 1996 wurde Allué durch Papst Johannes Paul II. zum Weihbischof im Erzbistum Boston und zum Titularbischof von Croae ernannt. Die Bischofsweihe spendete ihm der Erzbischof von Boston, Bernard Francis Kardinal Law, am 17. September desselben Jahres. Mitkonsekratoren waren der Erzbischof von Newark, Theodore McCarrick, und der Bischof von Green Bay, Robert Joseph Banks. Allué war im Erzbistum für die Pastoralregion Merrimack und das Hispanische Apostolat zuständig.
Er wurde 2004 in der St. Michael-Kathedrale in Springfield in den Ritterorden vom Heiligen Grab zu Jerusalem investiert.
Am 30. Juni 2010 nahm Papst Benedikt XVI. sein aus Altersgründen vorgebrachtes Rücktrittsgesuch an. Er verstarb zu Beginn der COVID-19-Pandemie am 26. April 2020 im Spital in Boston an den Folgen einer SARS-CoV-2-Infektion.

## Schriften
- The image of Mercy, Peace Through Mercy Publishing 1996, ISBN 9780965523103